# BR-262
La BR-262 es una carretera brasileña que atraviesa los estados de Espírito Santo, Minas Gerais, São Paulo y Mato Grosso do Sul. Su recorrido se inicia en la ciudad de Vitória, capital de Espírito Santo, pasando por ciudades importantes como Belo Horizonte, Uberaba y Campo Grande hasta culminar junto a la frontera con Bolivia, en Corumbá, Mato Grosso do Sul.
La BR-262 posee extensión total de 2.295 km, siendo 195 en Espírito Santo, 1000 en Minas Gerais, 317 en São Paulo y 783 en Mato Grosso do Sul.
En la divisa de los estados de São Paulo y Mato Grosso do Sul, la BR-262 cruza el río Paraná a través de la represa de Jupiá.

## Duplicaciones
El tramo de 84 km desde Betim (MG) a Nova Serrana (MG) se duplicó en 2011.
El tramo de 180 km entre Viana (ES) y la frontera con Minas Gerais se otorgará en 2020 y la duplicación debe ocurrir en 2040. El tramo entre Viana y el distrito de Víctor Hugo, en Marechal Floriano, debe duplicarse en 2028.

## Economía
La carretera es una importante salida de productos de la agricultura, la ganadería y la industria brasileñas. En el futuro, también actuará en conjunto con el Corredor Bioceánico, que conecta Campo Grande-MS con los puertos del norte de Chile. En el otro extremo, llega a la costa de Espírito Santo. Como algunos ejemplos, la producción de café de Minas Gerais, soja y otros granos y carne de res de Mato Grosso do Sul se transporta en gran parte por esta carretera.

## Turismo
La carretera tiene una gran importancia turística, especialmente para Espírito Santo, que recibe un gran flujo de personas desde Minas Gerais hacia las playas de Espírito Santo.
En Mato Grosso do Sul, la carretera que bordea el Pantanal es también una importante ruta turística. Conjuntamente con el corredor bioceánico que unirá Brasil con Paraguay, norte de Argentina y norte de Chile, la BR-262 servirá de enlace a varios destinos turísticos: la Entrada de la Cordillera de los Andes, en Jujuy, Argentina; el Desierto de Atacama, en Chile (que conecta la zona más inundada del planeta, el Pantanal, con la zona más árida del planeta); e incluso a las playas del Nordeste.

## Galería

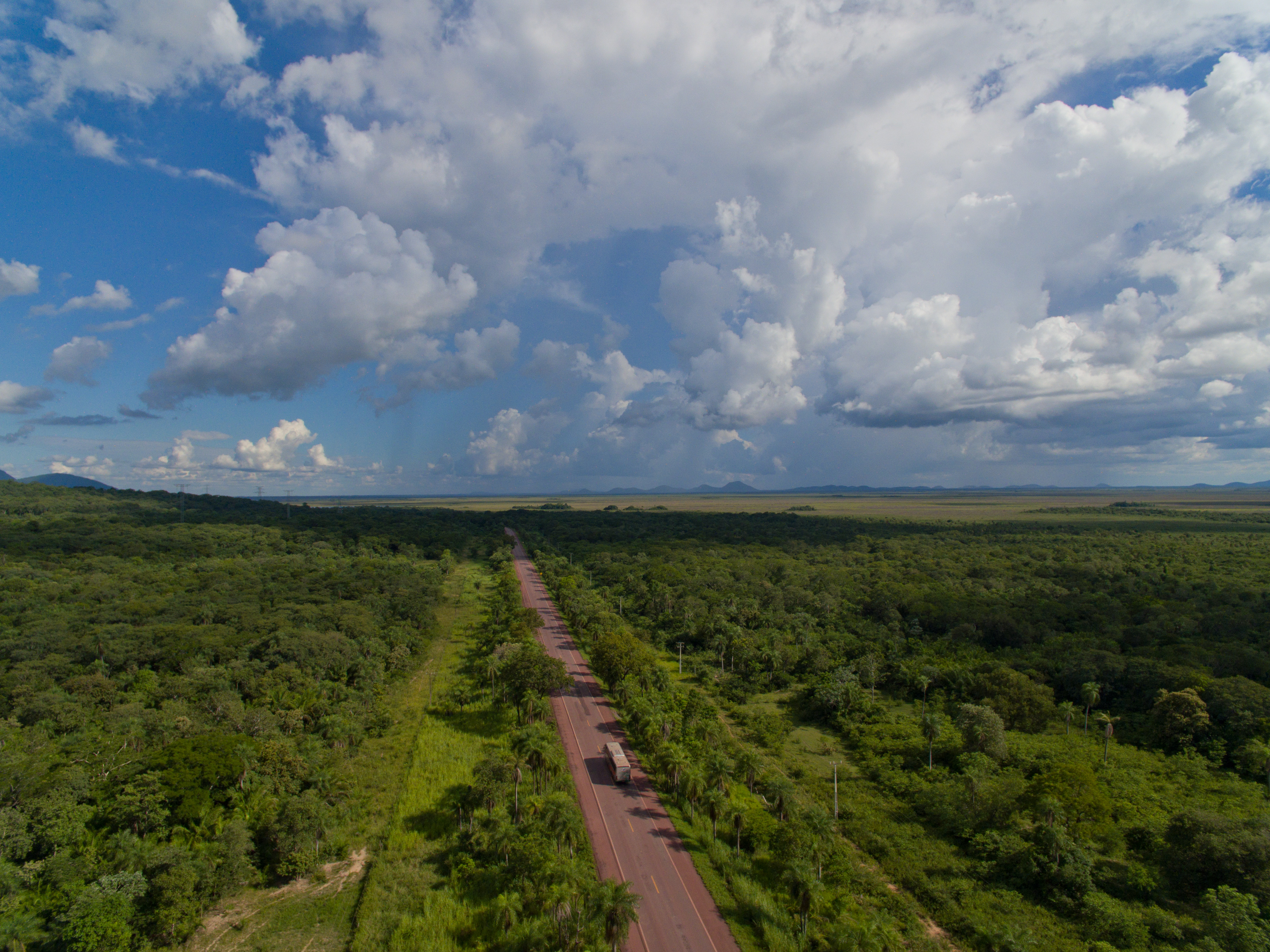
BR-262, a unos 50 km de Corumbá, Mato Grosso do Sul
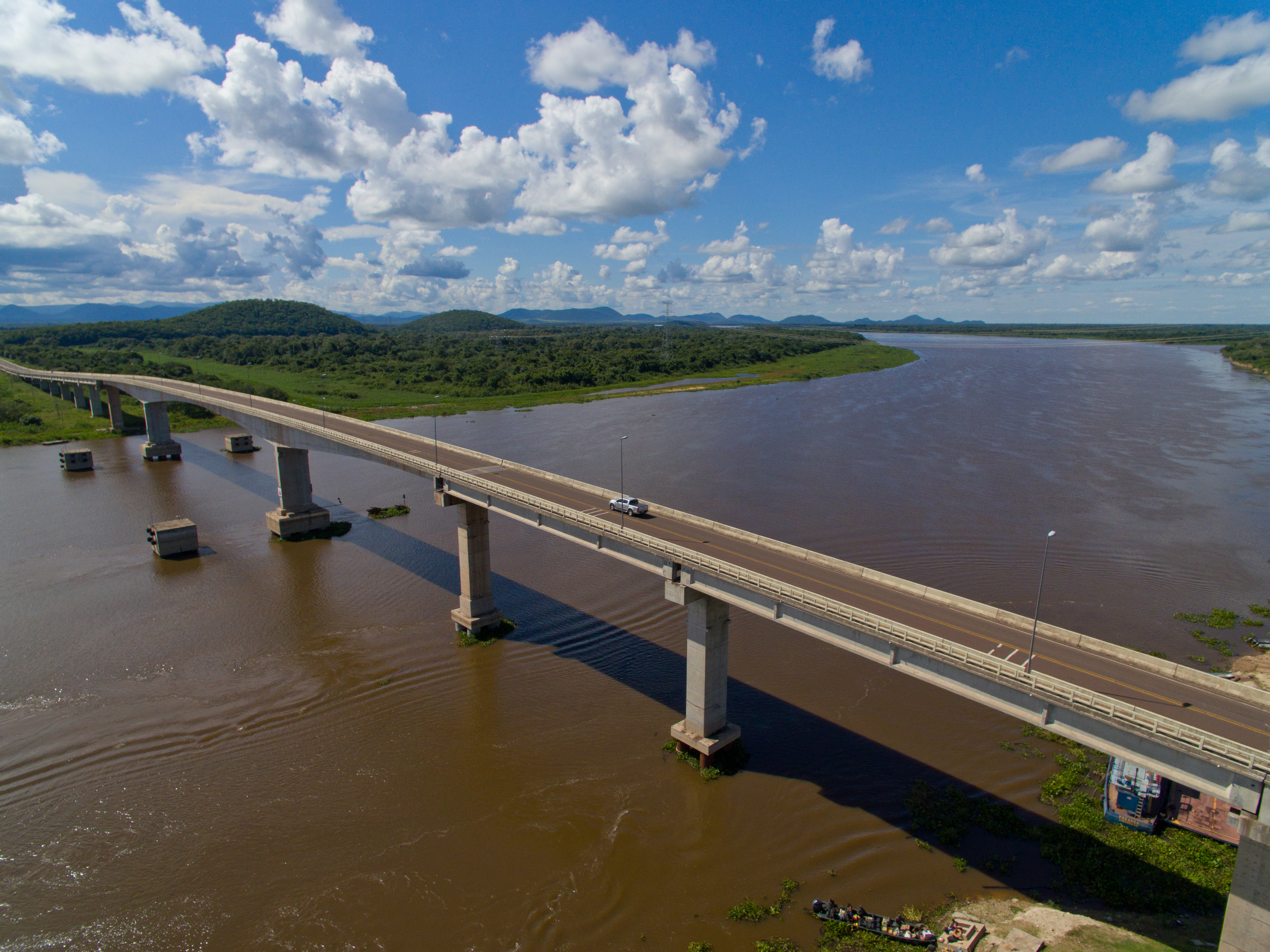
Puente Poeta Manoel de Barros, en Corumbá, Mato Grosso do Sul
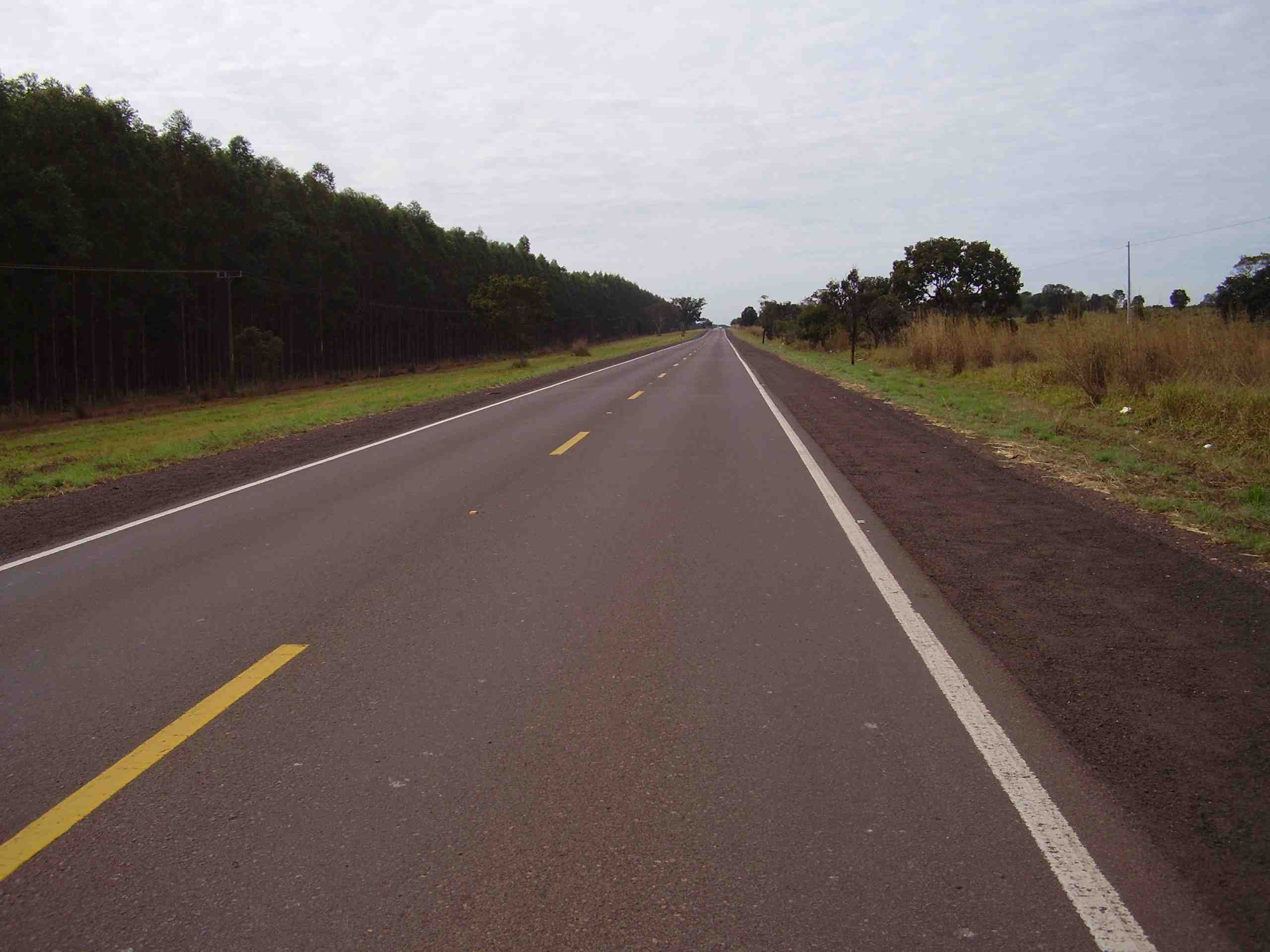
BR-262 en Mato Grosso do Sul
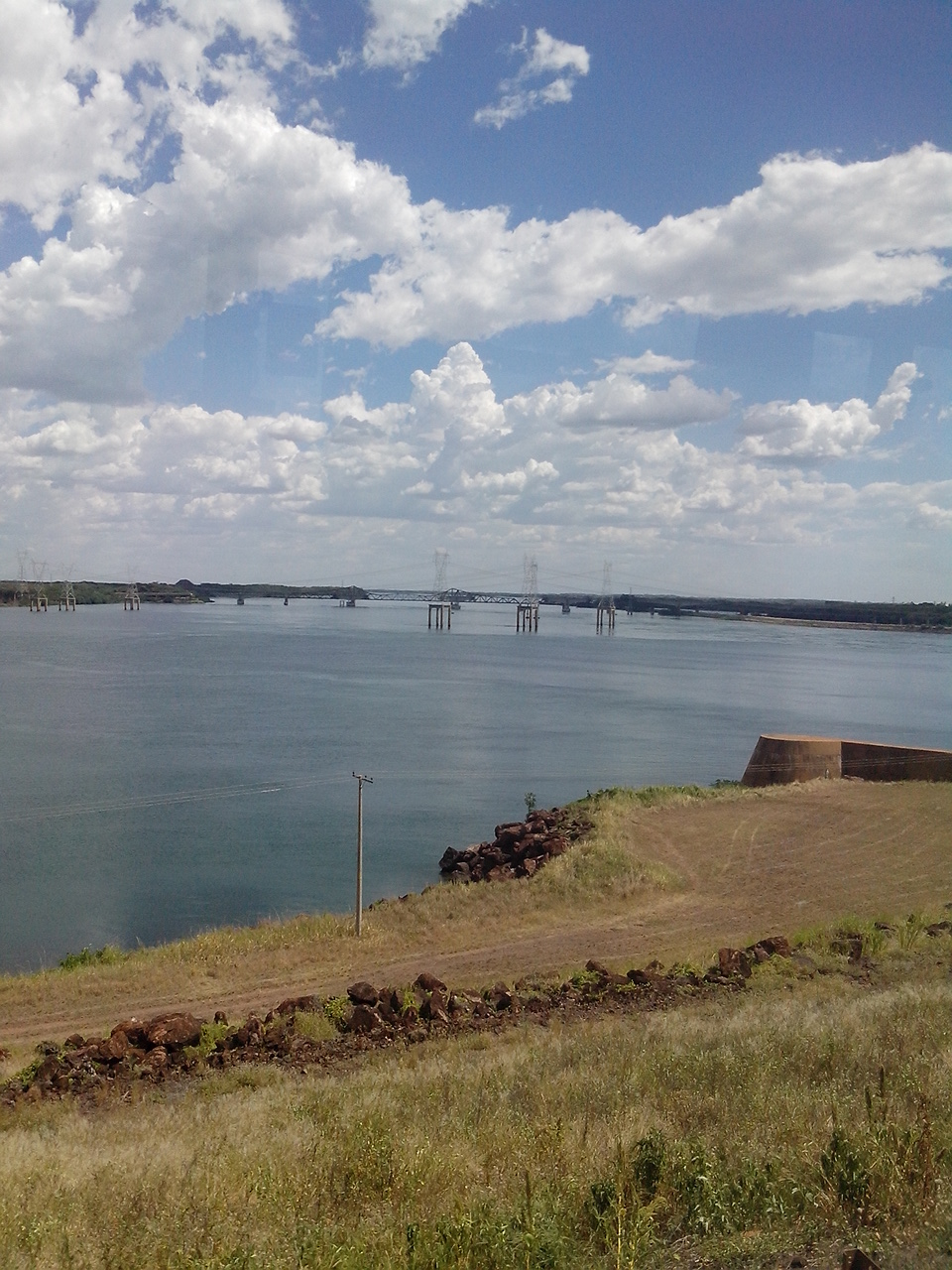
Puente de la BR-262 en Castilho, São Paulo
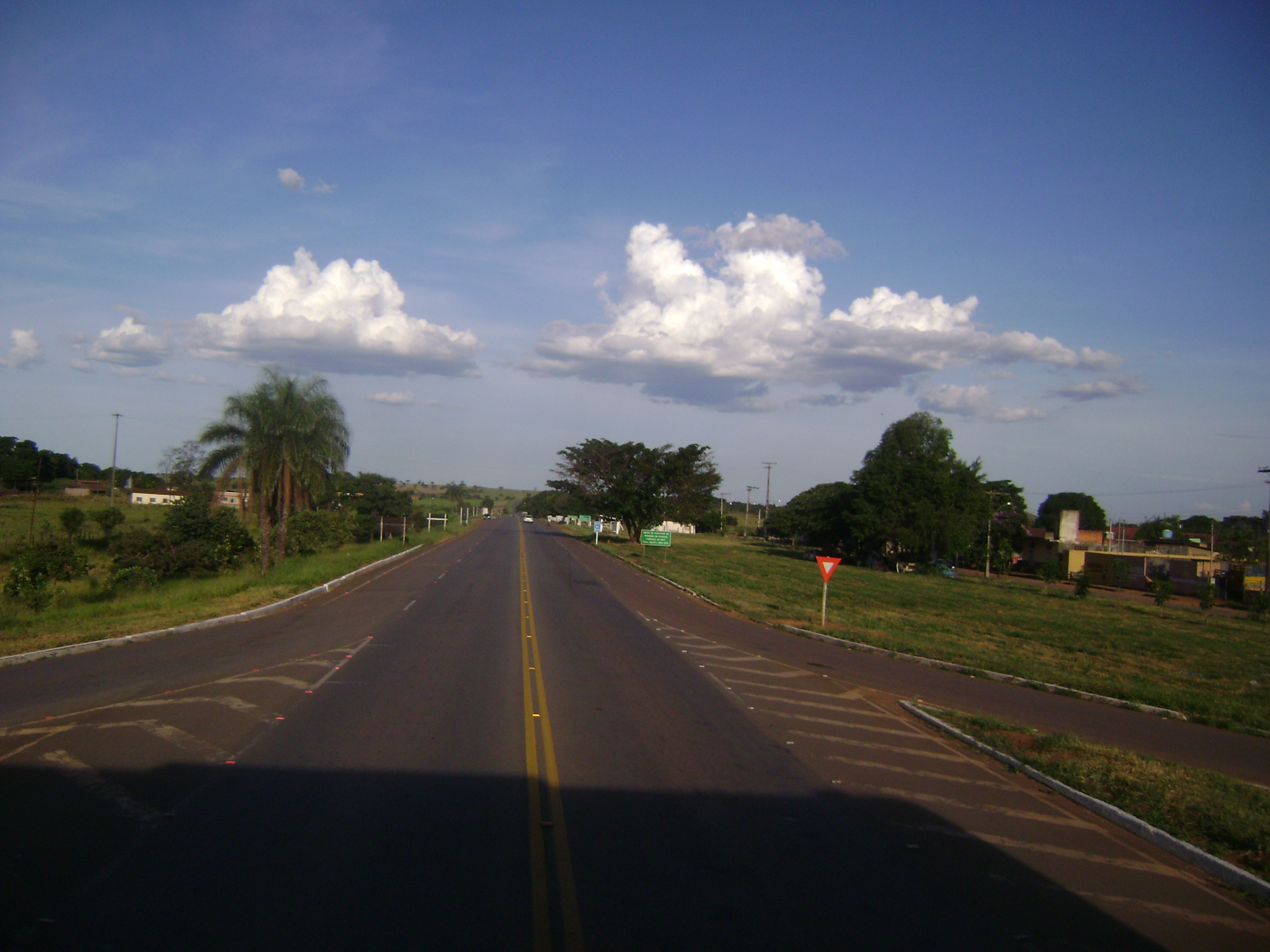
BR-262 en Luz, Minas Gerais
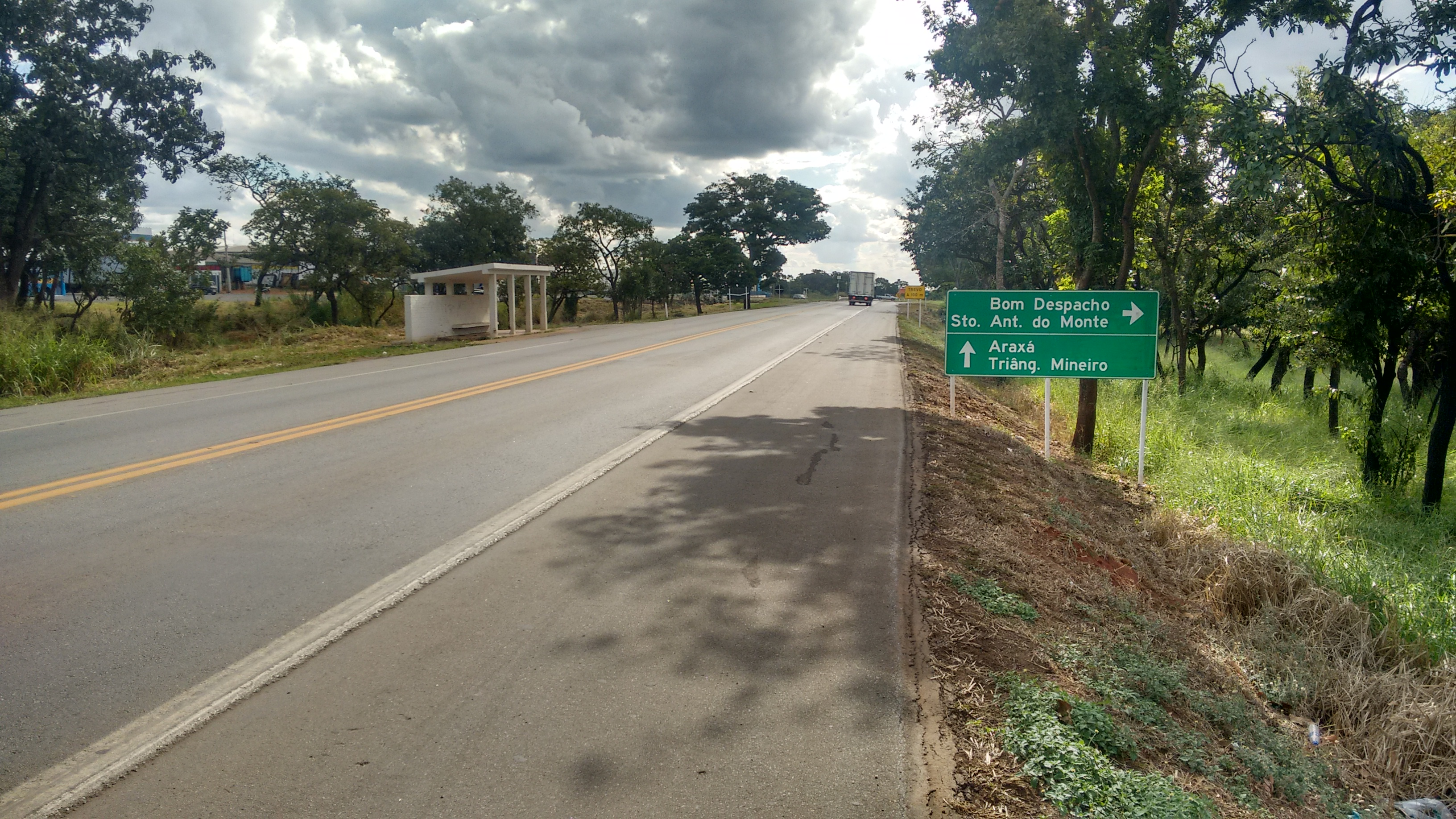
BR-262 cerca de Bom Despacho, Minas Gerais
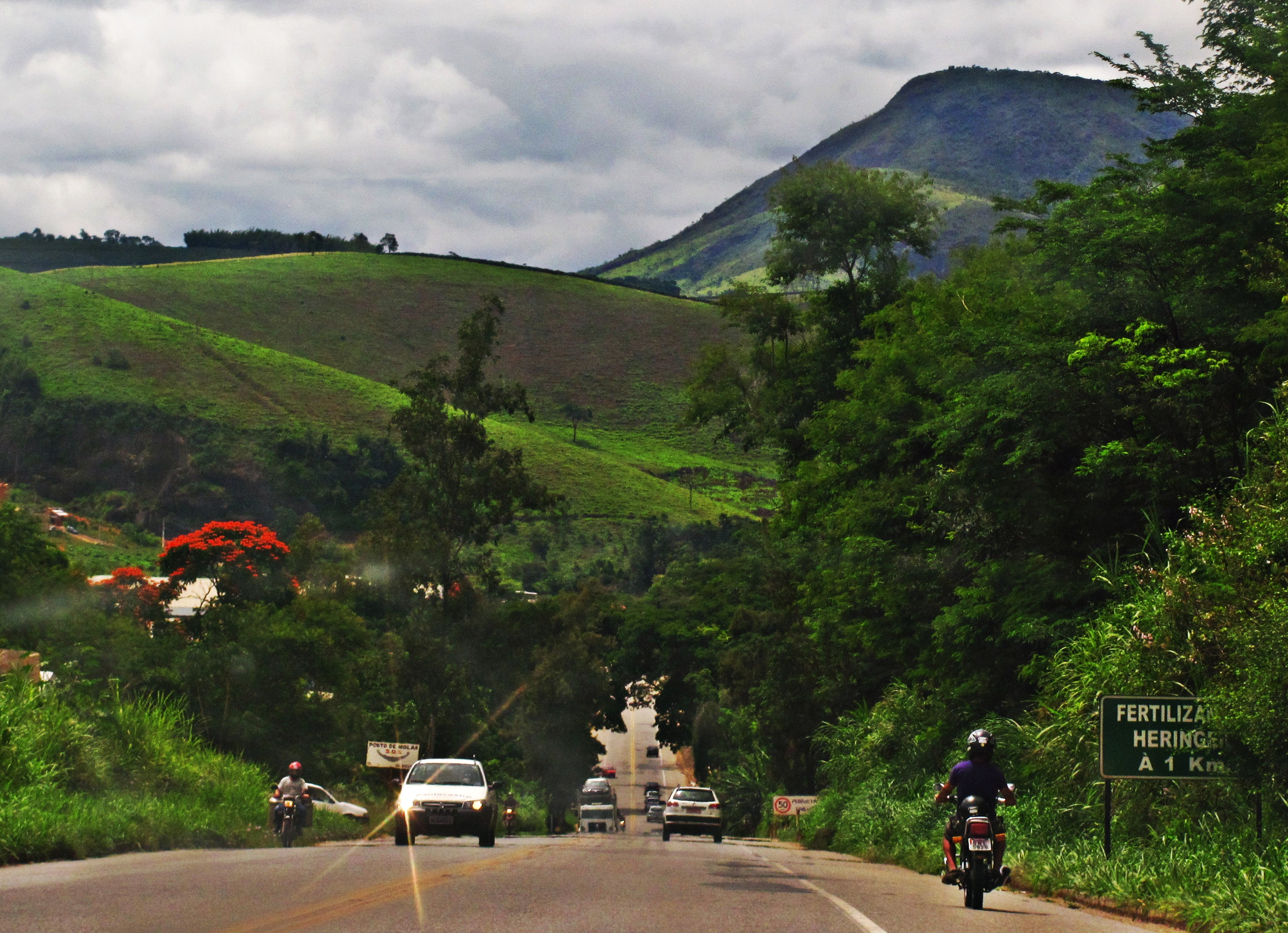
BR-262 en Manhuaçu, Minas Gerais
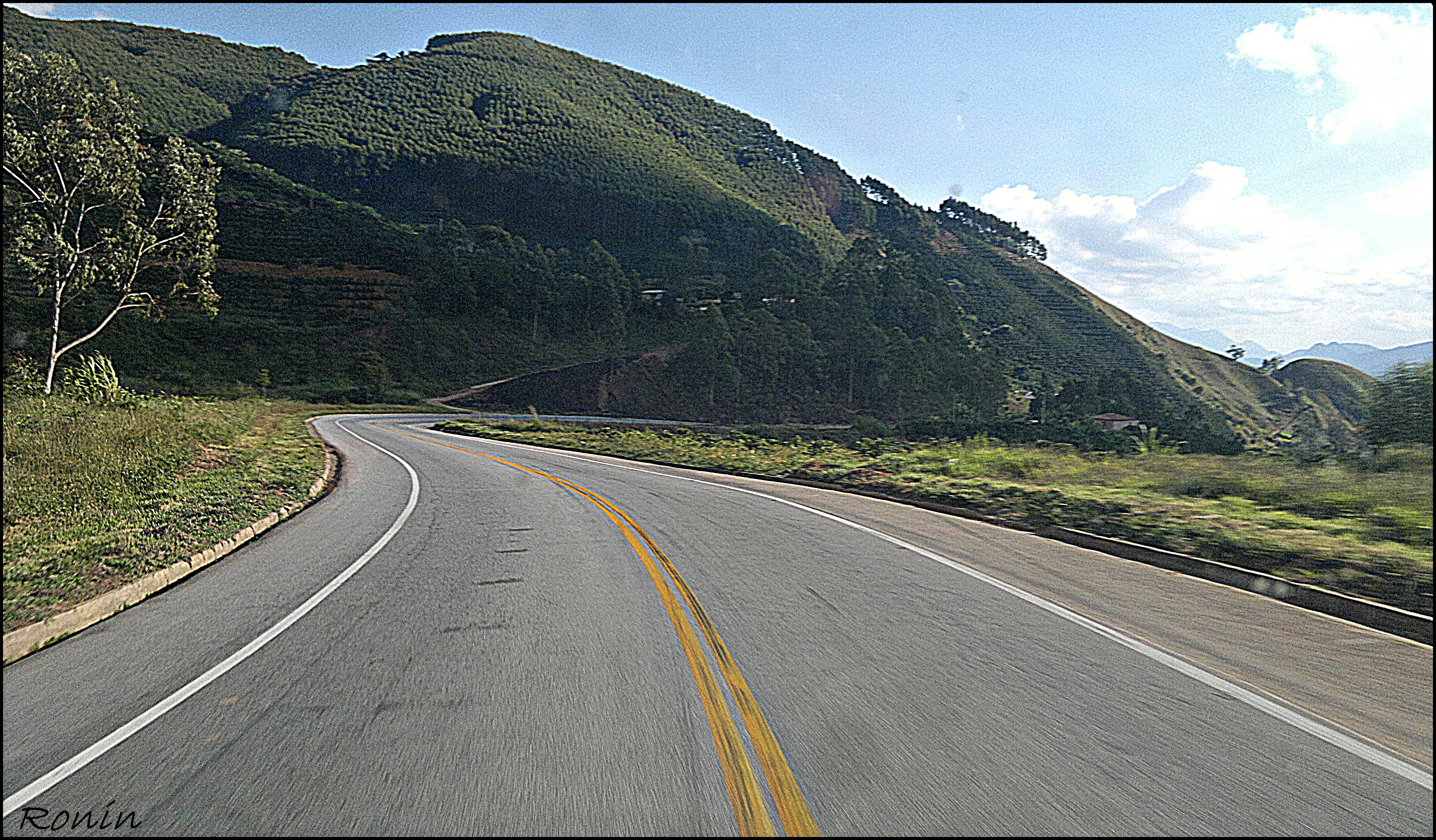
BR-262 en Ibatiba, Espírito Santo
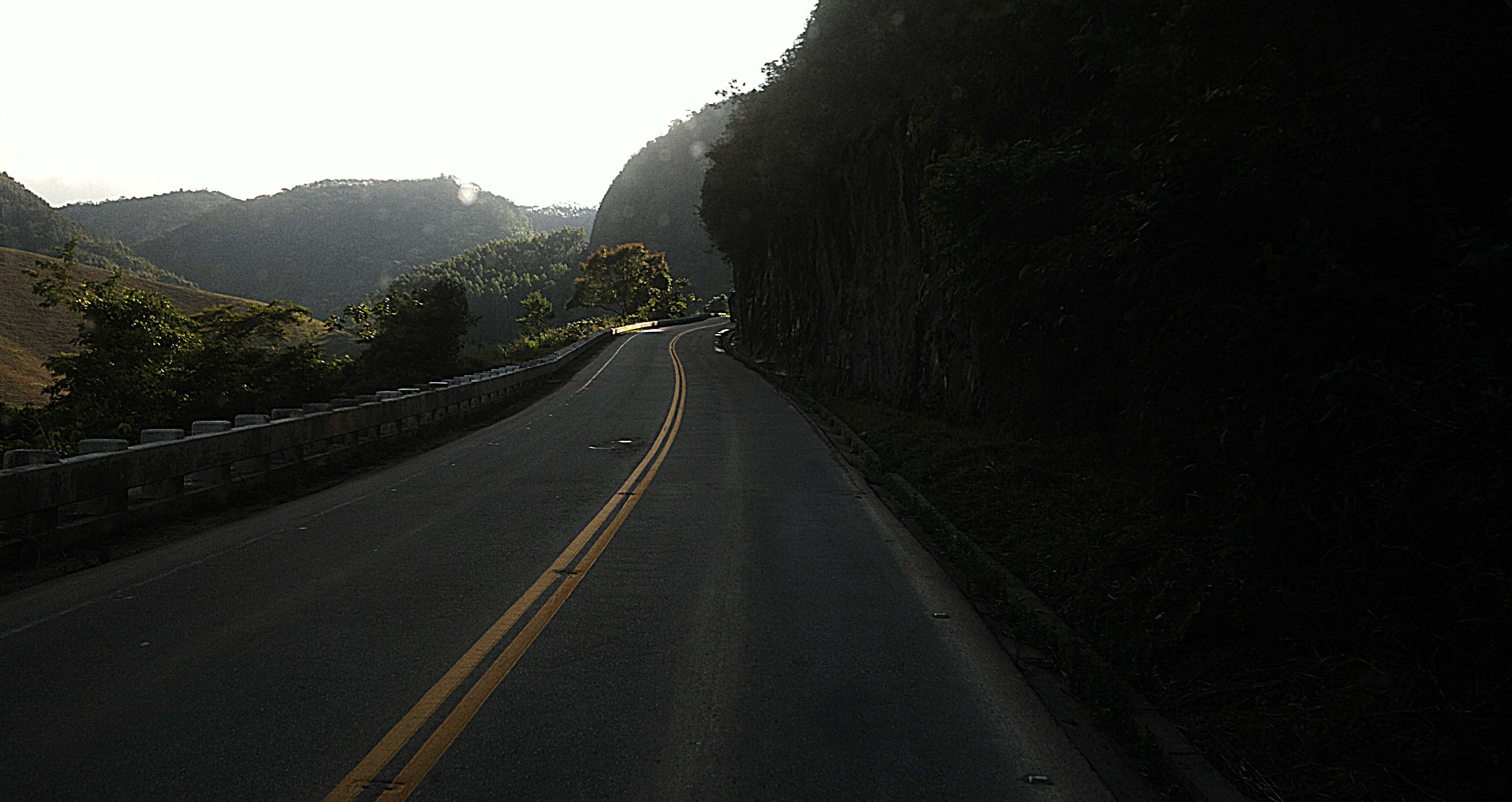
BR-262 en Conceição do Castelo, Espírito Santo